# Herbert Schröder (Fußballspieler)
Herbert Schröder (* 22. Dezember 1945 in Rhade; † 12. Mai 2000 in Los Angeles) war ein deutscher Fußballspieler. 1966 war der Mittelfeldregisseur mit dem SV Werder Bremen Deutscher Amateurmeister. Er war Teil der Mannschaft des VfL Osnabrück die von 1969 bis 1971 dreimal hintereinander Meister der seinerzeitigen zweitklassigen Regionalliga Nord wurde. Seine professionelle Laufbahn beendete er 1973 in Österreich beim Erstligisten SK VÖEST Linz. Später wanderte er in die Vereinigten Staaten aus, wo er eine Firma für Teppichböden betrieb.

## Karriere
Nach seiner Jugendzeit beim TSV Rhade in der gleichnamigen Gemeinde im Landkreis Rotenburg (Wümme), gelangte Schröder über die Nachwuchsabteilung des SV Werder Bremen zu den Amateuren des Vereins, mit denen er im Alter von 20 Jahren als Spielmacher 1966 die Deutsche Amateurmeisterschaft mit einem 5:1-Finalerfolg über die Amateure von Hannover 96 gewann, zu dem er einen Treffer beisteuerte. In der Saison 1966/67 kam er zu vier Spielen in der Bundesliga, die der SV Werder als 16. abschloss. Sein erstes Spiel bestritt er am 2. Spieltag am 27. August 1966 bei der 1:2-Heimniederlage gegen VfB Stuttgart; seine drei weiteren Spiele – 1:2 bei TSV 1860 München, 1:3 gegen den 1. FC Köln (16. und 17. Spieltag) und zuletzt am 28. Spieltag 0:3 gegen den Karlsruher SC – gingen ebenfalls verloren.
Der Trainer der Bremer Amateurmeistermannschaft Hans-Wilhelm Loßmann wechselte zur Saison nach Osnabrück in die damals zweitklassige Regionalliga Nord zum VfL Osnabrück. Mit ihm kamen Carsten Baumann, Jürgen Ey und Herbert Schröder. Am Ende der Saison 1967–68 war Osnabrück Siebter und Trainer Loßmann, der im Streit schied, wurde durch den Jugoslawen Radoslav Momirski ersetzt, unter dem die wohl erfolgreichste Ära der Vereinsgeschichte begann, die in den drei Regionalligameisterschaften von 1969 bis 1971 mündete. In der Aufstiegsrunde zur Bundesliga wurden die Osnabrücker zweimal Gruppenzweiter ohne aber wirkliche Chancen zum Aufstieg gehabt zu haben. Schröder war der elegante, ballsichere und torgefährliche Regisseur dieser Mannschaft und erzielte in 139 Punktspielen 42 Tore und bereitete mehr als doppelt so viele vor. „Wir brauchen keinen Seeler, wir brauchen keinen Held – wir haben Herbert Schröder, den besten Mann der Welt!“, skandierte in jener Zeit ein Spruchband in dem damals neue Zuschauerrekorde erlebenden Stadion von Osnabrück.
Der FC Bayern München wollte vor Saison 1971–72 den relativ teuren Allgäuer Kraftfußballer Franz Roth von der Gehaltsliste bekommen. Präsident Wilhelm Neudecker verkündete, „körperlich ist Schröder ein Typ wie Roth“ und verpflichtete ihn für die Bundesligamannschaft, nachdem er bereits im Jahr zuvor Jürgen Ey von Osnabrück angeheuert hatte. Roth blieb aber bei den Bayern, die zum Saisonende zum dritten Mal deutscher Meister wurden. Schröder kam zu keinem Pflichtspieleinsatz in der Mannschaft um Franz Beckenbauer und Gerd Müller und meinte noch Jahre danach, „wäre ich bloß nie zu den Bayern gegangen“.
Noch in der Winterpause wechselte er zum SK VÖEST Linz nach Österreich. Ein Autounfall verhinderte wohl, dass er noch in dieser Saison für die Österreicher zum Einsatz kam. In der Nationalligasaison 1972–73 bestritt er 15 Punktspiele, erzielte sechs Tore und trug zum fünften Tabellenplatz am Saisonende bei. Zu Beginn der Saison kam er auch zu seinen einzigen beiden Spielen im europäischen Fußball, als er in der 1. Runde des UEFA-Pokals mit seiner Mannschaft mit 2:4 nach Hin- und Rückspiel gegen Dynamo Dresden aus dem Wettbewerb ausschied.
Danach kehrte er nach Osnabrück zurück und beendete beim VfR Voxtrup in der 2. Kreisklasse seine aktive Fußballer-Karriere.

## Sonstiges
1979 wanderte er nach Santa Monica (Kalifornien) aus, gründete mit seiner Schwester eine Teppichbodenfirma und erlag am 12. Mai 2000 – im Alter von 54 Jahren – den Folgen einer Herzklappenoperation, seiner zweiten innerhalb von zehn Jahren, in Los Angeles. Er wurde in Kalifornien eingeäschert und in seinem Geburtsort Rhade beigesetzt. Er hatte vor, sich im Alter wieder in Osnabrück, wo er alljährlich zu Besuch kam, niederzulassen.